# Lettische Bracke
Die Lettische Bracke ist eine nicht von der FCI anerkannte Hunderasse aus Lettland.

## Herkunft
Die Lettische Bracke wurde vermutlich aus dem schwedischen Smålandsstövare oder dem Schweizerischen Niederlaufhund gezüchtet. Die Rasse wird seit mindestens 1950 gezüchtet und wurde 1971 erstmals anerkannt.

## Beschreibung
Die Lettische Bracke ist mit einer Schulterhöhe von 43–50 cm bei den Rüden bzw. 40–46 cm bei Hündinnen kleiner als die Estnische und die Litauische Bracke und somit die kleinste der baltischen Bracken. Ihr Fell ist schwarz mit lohfarbenem Abzeichen, ähnlich dem des Jura Laufhundes.

## Verwendung
Neben der Brackierjagd wird die Lettische Bracke auch als Schweißhund eingesetzt.